# کوبرسدورف
کوبرسدورف (به آلمانی: Kobersdorf) یک منطقهٔ مسکونی در اتریش است که در ناحیه اوبرپولندورف واقع شده‌است. کوبرسدورف ۲۷٫۳ کیلومتر مربع مساحت دارد ۳۲۰ متر بالاتر از سطح دریا واقع شده‌است.